# Craigsville (Virginia Occidental)
Craigsville es un lugar designado por el censo ubicado en el condado de Nicholas en el estado estadounidense de Virginia Occidental. En el Censo de 2010 tenía una población de 2213 habitantes y una densidad poblacional de 140,35 personas por km².

## Geografía
Craigsville se encuentra ubicado en las coordenadas 38°19′17″N 80°38′46″O / 38.32139, -80.64611. Según la Oficina del Censo de los Estados Unidos, Craigsville tiene una superficie total de 15.77 km², de la cual 15.72 km² corresponden a tierra firme y (0.3%) 0.05 km² es agua.

## Demografía
Según el censo de 2010, había 2213 personas residiendo en Craigsville. La densidad de población era de 140,35 hab./km². De los 2213 habitantes, Craigsville estaba compuesto por el 98.28% blancos, el 0.05% eran afroamericanos, el 0.05% eran amerindios, el 0.27% eran asiáticos, el 0% eran isleños del Pacífico, el 0.09% eran de otras razas y el 1.27% pertenecían a dos o más razas. Del total de la población el 0.5% eran hispanos o latinos de cualquier raza.